# Yoyo (film)
Pour plus de détails, voir Fiche technique et Distribution.
Pour les articles homonymes, voir Yo-yo (homonymie).
Yoyo est un film français réalisé par Pierre Étaix, sorti en 1965.

## Synopsis
Sur un fond de film muet, un riche jeune homme s'ennuie, seul et entouré de ses domestiques, dans sa demeure gigantesque. Un jour, passe un cirque. Il reconnaît dans l'écuyère la jeune fille qu'il a aimée en secret et qui a disparu depuis plusieurs années. Il apprend de la jeune femme qu'il est le père du jeune garçon qui joue déjà au clown. 
Le film devient alors parlant, quand la crise de 1929 éclate. Ayant perdu sa fortune, le jeune homme rejoint sa petite famille et tous les trois partent sur les routes, comme cirque ambulant. Le petit garçon devient le clown Yoyo. La Seconde Guerre mondiale éclate. Puis Yoyo, de clown, devient producteur de spectacles et se met à rénover la belle demeure de son père, dont il a toujours rêvé. Mais il n'y trouve finalement pas le bonheur et repart sur les routes.

## Fiche technique
- Titre : Yoyo
- Réalisation : Pierre Étaix
- Scénario : Pierre Étaix, Jean-Claude Carrière
- Dialogues : Pierre Étaix, Jean-Claude Carrière
- Photographie : Jean Boffety
- Musique : Jean Paillaud
- Son : Jean Bertrand
- Montage : Henri Lanoë
- Décors : Raymond Gabutti, Raymond Tournon
- Pays d'origine :  France
- Format : noir et blanc - son mono - 35 mm
- Genre : comédie
- Durée : 92 minutes

## Distribution
- Pierre Étaix : Yoyo / Le millionnaire
- Claudine Auger : Isolina
- Luce Klein : l'écuyère
- Philippe Dionnet : Yoyo enfant
- Amédée
- Philippe Castelli
- William Coryn
- Dario
- Martine de Breteuil
- Luc Delhumeau
- Gabrielle Doulcet
- François Lalande
- Mimile (Emile Coryn)
- Pierre-Jacques Moncorbier
- Pipo
- Annie Savarin
- Siam, l'éléphant
- Roger Trapp
- Nono Zammit

## Récompenses et distinctions
- 1965 : Grand prix de la jeunesse au Festival de Cannes 1965[1].
- 1965 : Grand prix OCIC au Festival de Cannes 1965 [1].

## Autour du film
- Pour les besoins du film, Pierre Étaix loua les services d'un éléphant d'Asie nommé « Siam », un mâle de 7 tonnes qui appartenait alors au cirque Knie et qui fut accompagné de son dresseur, Rupert Bemmerl[2],[3]. L'animal, né en Inde (ou en Thaïlande) en 1945, avait été capturé jeune et vendu à la foire animalière de Sonepur dans l'État du Bihar, pour devenir une bête de somme. Acheté en 1956 par Rolf Knie (de), Siam devient la vedette du célèbre cirque suisse où il est le premier reproducteur, jusqu'à ce qu'il blesse grièvement un soigneur lors des états de musth. Il est dès lors jugé agressif et dangereux, et le cirque souhaite s'en débarrasser. C'est au cours des tractations menées avec le zoo de Vincennes, qui désire l'acquérir, que Pierre Étaix fait tourner le pachyderme durant trois semaines. 
Siam passe ensuite les 33 dernières années de sa vie dans le zoo parisien. Mais des ennuis de santé incurables obligent la direction du zoo de faire euthanasier l'animal, le 23 septembre 1997. Depuis 2001, sa dépouille naturalisée trône dans la grande galerie de l'Évolution du Muséum national d'histoire naturelle à Paris[2],[3].
- Yoyo fut tourné notamment au château Porgès de Rochefort-en-Yvelines.
- Le film a été restauré en 2007 par la Fondation Gan pour le cinéma puis présenté au Festival de Cannes (section Cannes Classics) en présence de Pierre Étaix. Deux ans plus tard, une restauration numérique a été réalisée par la Fondation Groupama Gan et la Fondation Technicolor pour le patrimoine du cinéma, ouvrant ainsi la voie à une ressortie complète des œuvres de Pierre Étaix.